# Hans Knauss
Hans Knauss (ou Knauß) (Schladming, 9 de fevereiro de 1974) é um ex-corredor de esqui alpino austríaco. Ele conquistou a medalha de prata nos Jogos Olímpicos de Inverno de 1998 na prova de velocidade de Super-G.
{{Referências|refs=
1. 1 2  «Alpine Skiing at the 1998 Nagano Winter Games: Men's Super G» (em inglês). Sports Reference. Consultado em 19 de outubro de 2018. Arquivado do original em 4 de julho de 2017